# シャピロ反応
シャピロ反応（シャピロはんのう、Shapiro reaction）とは有機化学における人名反応のひとつで、N-トシルヒドラゾンにアルキルリチウムを作用させてアルケニルリチウムを発生させる反応のこと。R. H. Shapiro らによって 1975年に報告された。
N-トシルヒドラゾンはケトンと N-トシルヒドラジドから導け、さらにアルケニルリチウムは求電子剤と容易に結合させられるため、本反応はケトンから置換アルケンへ変換するための有力な手法として利用される。本反応はアルキルリチウムの強い塩基性により発生する N,C-ジアニオンからスルフィナートアニオンと窒素分子の脱離を経るとされている。
ナトリウムメトキシドなどの塩基によりN-トシルヒドラゾンから直接アルケンを得る反応はバンフォード・スティーブンス反応と呼ばれ、機構がやや異なる。